# Eduardo Coutinho
Eduardo de Oliveira Coutinho (São Paulo, 11 de mayo de 1933 - Río de Janeiro, 2 de febrero de 2014), más conocido como Eduardo Coutinho, fue un actor, director, guionista, productor y periodista brasileño.

## Biografía
Nació el 11 de mayo de 1933 en São Paulo (Brasil), ciudad en la que se educó e inició unos estudios de dirección que no finalizó. Entre 1954 y 1957 trabajó como revisor y corrector en la revista Visão y posteriormente viajó a Francia, donde estudió en el Institut des hautes études cinématographiques de París y adquirió cierta experiencia en el teatro. Regresó a su ciudad natal en 1960 y colaboró con el Centro Popular de Cultura (CPC). 
En 1962 se mudó a Río de Janeiro e intervino como director de producción en la película Cinco vezes Favela. Ese mismo año, mientras sustituía a un cámara del CPC, filmó una manifestación de protesta por la muerte del líder campesino João Pedro Teixeira. El presidente del CPC ofreció a Coutinho la dirección de una película basada en el libro O Rio ou Relação da Viagem que Faz o Capibaribe de Sua Nascente à Cidade do Recife, de João Cabral, pero, debido a la falta de acuerdo con el escritor, el proyecto pasó a basarse en la vida de Teixeira. Su rodaje comenzó dos años después bajo el título Cabra, marcado para morir, pero el material hasta entonces realizado fue requisado y parte del equipo fue detenido tras el Golpe de Estado del 31 de marzo de 1964.
Realizó varias colaboraciones con Leon Hirszman, en películas como A Falecida (1965), Faustão (1971). Posteriormente volvió a ejercer como periodista durante tres años, en esta ocasión para Jornal do Brasil, y en 1975 se unió al programa de televisión Globo Repórter de Rede Globo. En 1979 retomó su trabajo con la película documental sobre João Pedro Teixeira, que se estrenó cinco años después y ganó varios premios en festivales como el de Berlín o Gramado.
El domingo 2 de febrero de 2014 fue asesinado a puñaladas en una vivienda ubicada en el barrio de Lagoa, al sur de Río de Janeiro. El principal sospechoso sería su hijo Daniel Coutinho.

## Filmografía
| Año  | Título                              | Rol   | Rol      | Rol       | Rol       | Notas                                           |
| Año  | Título                              | Actor | Director | Guionista | Productor | Notas                                           |
| ---- | ----------------------------------- | ----- | -------- | --------- | --------- | ----------------------------------------------- |
| 1962 | Cinco vezes Favela                  |       |          |           |           | Ejerció como director de producción.            |
| 1962 | Os Mendigos                         | Sí    |          |           |           |                                                 |
| 1965 | A Falecida                          | Sí    |          | Sí        |           |                                                 |
| 1967 | Garota de Ipanema                   | Sí    |          | Sí        |           |                                                 |
| 1967 | El ABC del amor                     |       | Sí       | Sí        |           | Segmento «Pacto, O»                             |
| 1968 | O Homem Que Comprou o Mundo         |       | Sí       | Sí        |           |                                                 |
| 1971 | Faustão                             |       | Sí       | Sí        |           | También acreditado como compositor.             |
| 1972 | Câncer                              | Sí    |          |           |           |                                                 |
| 1973 | Os Condenados                       |       |          | Sí        |           |                                                 |
| 1975 | Lição de Amor                       |       |          | Sí        |           |                                                 |
| 1976 | Doña Flor y sus dos maridos         |       |          | Sí        |           |                                                 |
| 1979 | Exu, Uma Tragédia Sertaneja         |       | Sí       |           |           |                                                 |
| 1981 | O Homem de Areia                    |       |          | Sí        |           |                                                 |
| 1982 | Índia, a Filha do Sol               |       |          | Sí        |           |                                                 |
| 1985 | Cabra, marcado para morir           |       | Sí       | Sí        | Sí        |                                                 |
| 1987 | Santa Marta - Duas Semanas no Morro |       | Sí       |           |           |                                                 |
| 1991 | O Fio da Memória                    |       | Sí       |           |           |                                                 |
| 1993 | Boca de Lixo                        |       | Sí       |           |           |                                                 |
| 1999 | Babilônia 2000                      |       | Sí       |           | Sí        | También acreditado como director de fotografía. |
| 1999 | Santo Forte                         |       | Sí       | Sí        |           |                                                 |
| 2002 | Edifício Master                     |       | Sí       | Sí        |           |                                                 |
| 2002 | Madame Satã                         | Sí    |          |           |           | Voz del juez                                    |
| 2004 | Peões                               |       | Sí       |           |           |                                                 |
| 2005 | O Fim e o Princípio                 |       | Sí       | Sí        | Sí        |                                                 |
| 2007 | Jogo de Cena                        |       | Sí       |           |           |                                                 |
| 2009 | Do Começo ao Fim                    | Sí    |          |           |           |                                                 |
| 2010 | Passione                            | Sí    |          |           |           | Telenovela, participación en un episodio        |